# Monomorium
Monomorium és un gènere de formigues de la subfamília dels mirmicins (Myrmicinae). Té una distribució paleàrtica, incloent-hi la península Ibèrica.

## Espècies
El gènere Monomorium inclou 297 espècies; a la península Ibèrica hi viuen les 9 següents:
- Monomorium algiricum (Bernard, 1955)
- Monomorium andrei Saunders, 1890
- Monomorium carbonarium (F. Smith, 1858)
- Monomorium exiguum Forel, 1894
- Monomorium monomorium Bolton, 1987
- Monomorium pharaonis (Linnaeus, 1758)
- Monomorium salomonis (Linnaeus, 1758)
- Monomorium sichelii (Roger, 1862) (= Phacota sichelii)[3]
- Monomorium subopacum (F. Smith, 1858)